# Gunawan Dwi Cahyo
Gunawan Dwi Cahyo (sinh ngày 20 tháng 4 năm 1989 ở Jepara, Indonesia) là một cầu thủ bóng đá người Indonesia hiện tại thi đấu cho Persija Jakarta ở vị trí hậu vệ.

## Sự nghiệp câu lạc bộ
Vào tháng 1 năm 2015, anh ký hợp đồng với Persija Jakarta.

## Sự nghiệp quốc tế
Anh có màn ra mắt cho Đội tuyển bóng đá quốc gia Indonesia tại Vòng loại giải vô địch bóng đá thế giới 2014 trước Bahrain ngày 29 tháng 2 năm 2012.
Gunawan Dwi Cahyo: Bàn thắng U-23 quốc tế
| Bàn thắng | Thời gian            | Địa điểm                                           | Đối thủ        | Tỉ số | Kết quả             | Giải đấu                         |
| --------- | -------------------- | -------------------------------------------------- | -------------- | ----- | ------------------- | -------------------------------- |
| 1         | 7 tháng 11 năm 2011  | Sân vận động Gelora Bung Karno, Jakarta, Indonesia | Campuchia U-23 | 3 - 0 | 6 - 0               | Đại hội Thể thao Đông Nam Á 2011 |
| 2         | 21 tháng 11 năm 2011 | Sân vận động Gelora Bung Karno, Jakarta, Indonesia | U-23 Malaysia  | 0 - 1 | 1 - 1 (4 - 3 ph.đ.) | Đại hội Thể thao Đông Nam Á 2011 |

## Danh hiệu

### Câu lạc bộ
Sriwijaya
- Indonesian Community Shield: 2010:Vô địch
- Indonesian Inter Island Cup: 2010: Vô địch

Persija Jakarta
- Indonesia President's Cup: 2018

### Quốc gia
Indonesia
- Giải vô địch bóng đá Đông Nam Á 2016: Á quân